# Hormona alliberadora de gonadotropina
L'hormona alliberadora de gonadotropina, també coneguda en anglès com: Gonadotropin-releasing hormone (GnRH), i també Luteinizing-hormone-releasing hormone (LHRH) i luliberin, és una neurohormona alliberada per l'hipotàlem en el centre d'acció del qual és la hipòfisi. Es tracta d'un decapèptid que estimula l'alliberament de gonadotropina (hormona luteinitzant, LH, i fol·liclestimulant, FSH) per part de l'adenohipòfisi. D'altra banda, la gonadotropina té el seu centre d'acció a les gònades masculina i femenina.
El precursor conté 92 aminoàcids. Les neurones secretores es localitzen principalment a l'àrea preòptica del hipotàlem anterior i les seves terminacions nervioses es troben a la capa externa de l'eminència mitjana adjacent a la tija hipofisària.
Els nivells de GnRH estan regulats per mecanismes de retroalimentació gràcies als andrògens i estrògens alliberats per les gònades, que actuen a l'hipotàlem.

## Producció
El gen, GNRH1, precursor de GnRH es localitza al cromosoma 8. En els mamífers, el decapèptid final es sintetitza de l'aminoàcid 92.

## Estructura
La identitat del GnRH va ser clarificada el 1977 pels Premis Nobel Roger Guillemin i Andrew V. Schally: pyroGlu-His-Trp-Ser-Tyr-Gly-Leu-Arg-Pro-Gly-NH2.